# Nynorsk
El nynorsk (neonoruec) és un dels dos estàndards de la llengua noruega, hereu i barreja dels dialectes de l'oest del país, que foren els que més lliures restaren d'influència danesa durant la unió amb Dinamarca. És emprat per vora el 12% de la població, corresponent però a l'àmbit del 27% dels municipis (2002). L'altre estàndard, majoritari, és el bokmål, l'adaptació del danès escrit a la llengua oral noruega

## Història
El nynorsk començà a ser desenvolupat a mitjans del segle xix per Ivar Aasen, que després de viatjar extensament per tot el país recopilant-hi el parlar de la gent (amb especial tirada per la costa oest, que veia amb un parlar més pur) i després de comparar-lo amb l'evolució que havien experimentat altres llengües escandinaves occidentals (especialment l'islandès) publicà Det norske Folkesprogs Grammatik (1848, gramàtica) i Ordbog over det norske Folkesprog (1850, diccionari). Aquests dos llibres significaren la base d'un estàndard per a la llengua que ell anomenà landsmål (llengua de la terra).
El parlament concedí al landsmål un estatus igual al del danès el 1885.
Tot i ja ser la forma escrita de noruec més propera a les varietats dialectals de molts dels habitants del país, el nynorsk era vist com a molt arcaïtzant, i successives reformes es proposaren de fer-lo més accessible als parlants que no fossin de la costa oest, sovint deixant moltes alternatives per escriure quelcom.

Mapa de les formes oficials d'idiomes dels municipis noruecs. El vermell és bokmål, el blau és nynorsk i el gris representa les zones neutres.